# Étoile de type tardif
Cet article court présente un sujet plus développé dans : Type spectral.
Une étoile de type tardif (calque de l'anglais late-type star) est une étoile de type spectral K, M, S ou C, dont la température de surface est inférieure à celle du Soleil.
Au sein d'une "classe" spectrale, on peut aussi parler de type tardif : une étoile G tardive sera de type Gn avec n proche du maximum (~G6,5 et plus), une naine M tardive sera de type Mn avec n proche du maximum (~M6,5 et plus, donc en l'occurrence les naines brunes les plus chaudes).